# Ludovic Kennedy
Sir Ludovic Henry Coverley Kennedy (* 3. November 1919 in Edinburgh; † 18. Oktober 2009 in Salisbury) war ein britischer Journalist und Schriftsteller.
Bekannt wurde Kennedy durch seine Recherchen zu abgeschlossenen Fällen wie der Lindbergh-Entführung und den Verurteilungen von Timothy Evans und Derek Bentley wegen Mordes sowie für seine Rolle bei der Abschaffung der Todesstrafe im Vereinigten Königreich.
Kennedy war das erste von vier Kindern des Royal-Navy-Kapitäns Edward Coverley Kennedy (1879–1939) und dessen Frau Rosalind Margaret Innes Grant. Sein Vater kam 1939 durch die Versenkung des britischen Hilfskreuzers Rawalpindi ums Leben, dessen Kommandant er gewesen war. Er hatte drei jüngere Schwestern, Morar, Edna und Katherine. Morar heiratete 1954 den Dramatiker Royce Ryton; Katherine heiratete 1947 Major Ion Calvocoressi.
Sir Ludovic Kennedy befürwortete die Unabhängigkeit Schottlands. Von 1950 bis zu ihrem Tod 2006 war er mit der Balletttänzerin und Schauspielerin Moira Shearer verheiratet.

## Preise und Auszeichnungen
1985 erhielt Kennedy einen Ehrendoktor von der University of Strathclyde.
1994 wurde er – auf Empfehlung der Regierung von John Major – als Knight Bachelor in den Ritterstand erhoben; die Vorgängerregierung von Margaret Thatcher hatte diese Ehrung noch durch ihr Veto verhindert.